# Чжу Цзайюй
Чжу Цзайюй (朱載堉, 19 травня 1536 — 1610) — китайський вчений, астроном, математик, лінгвіст і музикознавець часів династії Мін, винахідник музичної темперації.

## Життєпис
Народився 19 травня 1536 року у м. Хуайцін повіту Хеней (сучасний Ціньян провінції Хенань). Спадкоємець принца крові Чжу Хоуваня (Чжен Гунван — Чженський князь), нащадок в шостому поколінні четвертого мінського імператора Чжу Гаочжи. У 1548 році його батько, ортодоксальний конфуціанець, викликав невдоволення імператора Чжу Хоуцуна відправленими на найвище ім'я умовлянням із закликом удосконалювати благодать, розвивати освіту і критикою виконання ним даоських ритуалів. Тому, коли у 1550 році двоюрідний брат Чжу Хоуваня, що претендував на його титул, пред'явив йому голослівне звинувачення в зраді з 40 пунктів, справа отримала хід і він, позбавлений титулу, був поміщений у в'язницю для членів імператорської родини в м. Фен'ян (провінція Аньхой).
Вражений несправедливістю 14-річний Чжу Цзайюй покинув спадковий палац і усамітнився за воротами в землянці, де пробув майже два десятиліття до приходу до влади у 1567 році нового імператора, звільнення батька та повернення йому титулу. Там, заглибившись у вивчення математичних основ музики та астрономії, звернувся до праць відомого вченого, члена академії Ханьлінь Хе Тана, під керівництвом якого займався його батько і на чиїй прапраонуці у 1570 році він сам оженився. Через два роки після смерті батька, у 1593 році Чжу Цзайюй мав успадкувати його титул, але відмовився на користь родича, який обмовив Чжу Хоухуана. У цій безпрецедентній ситуації спеціальним едиктом йому був збережений статус спадкоємця принца крові першої черги (шицзи), і згодом з урахуванням посмертного імені його стали називати Чжен Дуаньцін шицзи (Чженський спадкоємець Чесний і Чистий). Він виступив перед троном з ініціативою про дозвіл членам імператорської родини брати участь в державних іспитах і займати чиновницькі посади, яка в 1602 отримала схвалення. В подальшому займався наукою. Помер у 1610 році.

## Наукова діяльність
Чжу Цзайюй написав 28 чи 29 наукових трактатів, в більшості присвячених музично—акустичній теорії і календарю. 21 з них зберігся. Одним з перших став «Люйлі жун тун» («Проникнення в узгодження звукоряду-люй і календаря», 4 цзюаня, 1581 рік), в якому описаний метод розрахунку традиційного звукоряду, співвіднесеного з місячним циклом і нумерологічною символікою, перш за все три-і гексаграмми. Згодом був «Люй сюе синьшо» («Нове пояснення вчення про звукоряді-люй», 4 цзюанів, 1584 рік;), в якому на основі ретельного вивчення всій відомій йому музикознавчої літератури Чжу Цзайюй описав попередні спроби темперування шкали і показав їх недоліки.
У 1584–1596 роках він розробив проект реформи календаря, викладений у «Лі шу» («Книги про календар», 10 цзюанів, 1595 рік), і власну теорію музичного ладу, яку насамперед відобразив у «Люйлюй цзин і» («Сутнісний сенс [звукової системи] люй люй»), що складається з «внутрішньої» (нейбянь 编) і « зовнішньої частини» (вайбянь) з 10 цзюанів. Цілком усвідомлюючи своє новаторство, Чжу Цзайюй планував представити цю працю імператору у 1596 році, розширивши заголовок визначенням «Дай Мін» — «Велика Мін», покликаним вказати на сучасність змісту і відсутність попередників. Однак підношення трону відбулося лише через десятиліття у вигляді ілюстрованого блискучою ксилографією і символізує 12-ний звукоряд цілого зборів з 12 книг під загальною назвою «Люй шу» («Книги про звукоряді-люй», 38 цзюанів, 1606 рік).
Перші дві книги — «внутрішня» та «зовнішня частина» «Люй люй цзин і», третя — «Люй сюе синь шо», четверта — історична «Юе Сюе синь шо» («Нове пояснення вчення про музику»), п'ята — математична «Суань Сюе синь шо» («Нове пояснення вчення про розрахунки [в музиці])», шоста — «Цао маньгу юе пу» («Опис давньої музики на налаштованих струнах») про стародавніх мелодіях і нотації особливо в грі на лютні, сьома — «Сюаньгун хе юепу» («Опис музики самоцвітних палацу, що акомпанує») про мелодії, транспозиції і музичного супроводу офіційного танцю, восьма — «Сян іньши юепу» («Опис музики з віршами для офіційних бенкетів на місцях», 6 цзюанів), дев'ята—дванадцята присвячені танцям із зображенням в останній («Ер і чжуй чжао ту» — «Зображення позицій в двупарном танці») послідовності кроків. «Лі шу» і «Люй шу» разом склали «Юе люй цюань шу» («Усі книги про музику і календарі»).
Дослідженню музики Чжу Цзайюй присвятив також «Се пу» («Опис псалтиря-се», 10 цзюанів), «Люй люй чжен лунь» («Правильні судження про [звуковій системі] люй люй», 4 цзюанів, 1610 рік), "Люй люй чжи і бянь хо « („Дозвіл сумнівів і розпізнання помилок [щодо звукової системи] люй люй“, 1610 рік).
Також є автором праць з математики — „Цзя лян суаньцзин“ („Канон розрахунку узаконеної зразкової міри [об'єму]“, 3 цзюанів) і „Юань фангоу гуту цзе“ („Роз'яснення зображення круга і квадрата, меншого і більшого катетів“»).
Після ретельного дослідження звукоряду і експериментування з ним Чжу Цзайюй зміг розробити математичну теорію рівномірно темперованого музичного ладу. При розрахунку довжин струни, відповідних щаблях звукоряду, використовував геометричну прогресію, споруджувану на 12 √2. Встановив залежність висоти звуку флейти не тільки від її довжини, але і діаметра. Показав, що при темперації відношення між довжинами сусідніх флейт, що розрізняються в звучанні на півтон, дорівнює, як і у струн, 12 √2, а відношення їх діаметрів — 24 √2. Зацікавившись технікою виготовлення та налаштування музичних інструментів, знайшов, що метод розміщення на цитрі цінь маркерів хуей уздовж струни пропорційно 1/2, 1/3 тощо її довжини не відповідає теорії люй] і заснований на невідомій традиції, висхідній до самої глибокої давнини, але не відображеної в літературі. Це дало моральну підставу на противагу традиційній системі люй люй висунути «новий метод», що спирається виключно на математичні викладки.
Проте настільки видатний винахід не було сприйнято в Китаї. Лише через півтора з гаком столітті про нього адекватно відгукнувся Цзян Юн. Знадобилося ще більш ніж півтора століття і зміна культурної парадигми, щоб у 1933 році Лю Фу вперше дав йому точну наукову оцінку. Навпаки, на Заході це досягнення чекав тріумф. На межі XVI–XVII ст. почали налагоджуватися систематичні контакти Китаю з Європою, куди, досить швидко проникла ідея рівномірної темперації. Перша згадка про неї з'явилося в неопублікованих паперах великого нідерландського вченого та інженера Симона Стевіна, а її публікація відбулася у 1636 році в «Загальній гармонії» («Harmonie Universelle») французького монаха-міноріта, теолога, фізика і музичного теоретика Марена Мерсенна. До кінця XVII ст. темперований лад досліджував музичний теоретик і акустик Андреас Веркмейстер, якому часто приписується цей винахід.